# Нейтральная зона (Украина — РСФСР)

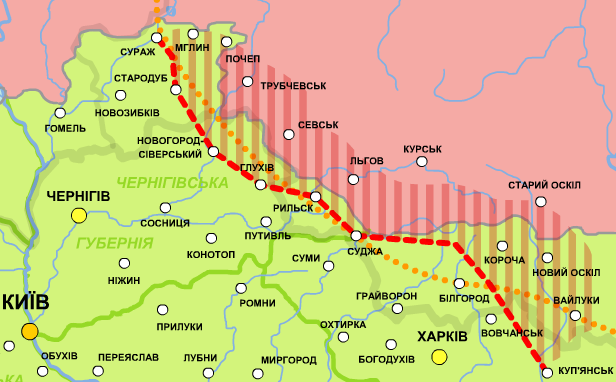
Демаркационная линия (красная штриховая линия) и нейтральная зона (вертикальные полоски) между Украинской державой и Советской Россией

«Нейтральная зона» (укр. «Нейтральна зона») — условное название территории, существовавшей в 1918 году между Советской Россией и Украинской державой.

## История
На переговорах о перемирии, проходивших между украинско-немецкой и советской военными делегациями в мае 1918 года на станции Коренево (сейчас посёлок городского типа в Курской области), среди прочего, была определена линия разграничения между военными силами сторон. Её ширина составляла 10—40 км от линии Сураж — Унеча — Стародуб — Новгород-Северский — Глухов — Рыльск — Колонтаевка — Суджа — Беленихино — Купянск. По соглашению, с этой территории должны были быть выведены воинские части обеих сторон. Именно эта территория и получила название «Нейтральная зона». Запрещалось вступление в эту зону и переход через неё воинских частей, патрулей, реквизиция здесь продовольственных запасов и т. д.
Советское правительство активно использовало «нейтральную зону» для заготовок зерна и формирования Группы войск курского направления в рамках подготовки захвата Украины. Именно сюда летом и осенью 1918 года отступали с территории Украины пробольшевистские повстанческие отряды, потерпевшие поражение во время антигетманского восстания. 22 сентября ВЦВРК издал приказ о создании на базе этих отрядов 1-й и 2-й Повстанческих дивизий, которые были сформированы до конца октября. Они вошли в Группу войск курского направления, созданную в ноябре 1918 года. Зимой 1918 года эти дивизии были на острие советского наступления на Украину.
После капитуляции Германии и аннулирования Советской Россией Брестского мира «Нейтральная зона» перестала существовать.